# Broyes, Marne
Broyes là một xã thuộc tỉnh Marne trong vùng Grand Est đông nam nước Pháp. Xã nằm ở khu vực có độ cao trung bình 230 mét trên mực nước biển.